# Epidermolysis bullosa dystrophica
Die Epidermolysis bullosa dystrophica (EBD) ist eine sehr seltene angeborene Hautkrankheit (Genodermatose), eine Form der Epidermolysis bullosa mit Brüchigkeit der Haut und Schleimhäute mit Blasenbildung, die zu Narben führen.
Synonyme sind: EB dystrophica; DEB; Dermolytische Epidermolysis bullosa

## Einteilung
Die Klassifikation erfolgt derzeit in folgende drei Hauptgruppen:
- EBD Hallopeau-Siemens, (RDEB, RDEB-HS), Synonyme: EBD Typ Hallopeau-Siemens; lateinisch EB dystrophica mutilans Hallopeau-Siemens[4]
- EBD non-Hallopeau-Siemens, (RDEB-nHS), Synonym: Rezessive EBD[5][6]
- Dominante EBD (DDEB, DEBD), Synonyme: Cockayne-Touraine; lateinisch EB dystrophica Cockayne-Touraine; EB hereditaria dystrophica dominans; EB dystrophica hereditaria hyperplastica[7]

Ferner gibt es seltene Formen:
- Dominante EBD mit Pruritus (DEBD-Pr), Synonym: Epidermolysis bullosa pruriginosa[8]
- EB Bart Typ, Synonym: Bart-Syndrom; Epidermolysis bullosa with congenital localized absence of skin and deformity of nails[9]
- Transiente bullöse Dermolyse der Neugeborenen (TBDN-EBD), Synonym: Transient bullous dermolysis of the newborn (TBDN)[10]
- Generalisierte dominante EBD (DDEB-gen), Synonyme: Epidermolysis bullosa dystrophica albopapuloidea; EB dystrophica albopapuloidea Pasini; EB hereditaria dystrophica Pasini; Epidermolysis bullosa, dystrophe, autosomal-dominante, Typ Pasini[11]

## Verbreitung
Die Häufigkeit wird mit 1 bis 9 zu 1.000.000 angegeben.
Die Erkrankung ist nach der Epidermolysis bullosa simplex die häufigste Form einer Epidermolysis bullosa.

## Ursache
Allen Formen liegen Mutationen im COL7A1-Gen auf Chromosom 3 Genort p21.31 zugrunde, welches für Kollagen Typ VII kodiert, (Hauptbestandteil der Ankerfibrillen, die die Basalmembran in der Dermis verankern.)

## Klinische Erscheinungen
Klinische Kriterien sind:
- Es gibt milde bis schwere Verläufe, Beginn von bei Geburt oder später bis erst im Erwachsenenalter möglich
- Spontane oder auf leichte Reizungen auftretende Hautläsionen, meist an exponierten Stellen.
- Abheilung mit Narben, eventuell sekundäre Deformierung
- Häufig sind auch die Schleimhäute betroffen, meist im Mund und in der Speiseröhre
- erhöhtes Risiko für das Auftreten von Plattenepithelkarzinomen (SCC)

## Diagnose
Die Diagnose ergibt sich aus der klinischen Untersuchung, wird durch Immunfluoreszenz-Antigen-Mapping und/oder Transmissionselektronenmikroskopie gesichert.
Pränatal ist ein Nachweis durch humangenetische Untersuchung möglich.

## Differentialdiagnose
Abzugrenzen sind:
- Andere Formen der Epidermolysis bullosa-Gruppe
- Herpes-simplex-Infektion
- Epidermolytische Ichthyose
- Bullöses Pemphigoid
- Pemphigus acutus neonatorum
- Pemphigoides gestationis
- Aplasia cutis congenita
- Impetigo contagiosa
- staphylogenes Lyell-Syndrom
- Lichen ruber planus

## Prognose
Die Prognose ist aufgrund der häufigen Entwicklung aggressiver Plattenepithelkarzinome (zwischen dem 30. und 50. Lebensjahr) reduziert.

## Therapie
Im März 2023 wurde erstmals eine gentherapeutisches Medikament unter dem Handelsnamen Vyjuvek in den USA zugelassen. Das Medikament ist in der Europäischen Union als Orphan Drug erhältlich.